# Ragby Olymp
Ragby Olymp, celým názvem Ragbyová akademie Olymp Praha, z.s. je pražský ragbyový klub, od roku 2015 člen České rugbyové unie.
Klubovými barvami jsou bílá s barevnými pruhy. Název klubu vyjadřuje vztah k tradičnímu klubu Olymp Praha, a k olympismu.

## Krátká historie klubu
Klub byl založen v září 2015 Janem Macháčkem, historicky jedním z nejúspěšnějších českých hráčů ragby. Hlavním cílem klubu je rozvoj ragby a podpora ragbyového sportu mezi policií a hasiči. Klub má  kategorie muži, U18, dívky U17, U16, dívky U15, U14, U12, U10, U8, U6 a provozuje několik pravidelných kroužků ragby na školách v okolí.

## Trenérský tým
Trenérský tým klubu tvoří kvalifikovaní trenéři s bohatými zkušenostmi z reprezentace a zahraničních klubů. Klíčovými osobnostmi jsou Klára Hladilová, bývalá kapitánka národního týmu, a Zakhar Tokar.

## Celoroční klubový program
Klub má ustálený roční plán, který zahrnuje sportovní příměstské kempy, soustředění žákovských kategorií, zimní sportovní programy, organizaci turnajů pro různé věkové kategorie a mezinárodní turnaj pro policejní a hasičské týmy.

## Moderní přístup
Klub sleduje moderní trendy ve světovém ragby a sportovní přípravě, zaměřuje se na bezpečnost, výchovu a využívá moderní tréninkové pomůcky, např. barevné rozlišovací vesty s úchyty pro tag ragby. Důraz je kladen na výchovný faktor sportu, kde se klade přednost výchovných aspektů před výsledky.

## Mezinárodní spolupráce
Ragby Olymp se intenzivně věnuje mezinárodní spolupráci, vítá zahraniční hráče a trenéry a účastní se zahraničních turnajů a zájezdů. Klub využívá mezinárodní programy pro výměnu trenérů a studentů.

## Popularizace ragby
Klub se věnuje aktivní popularizaci ragby na veřejných akcích (Ladronkafest, Kašpárkohraní), spolupracuje s dalšími mladými kluby a pořádá soutěže a soustředění. Stál u zrodu programu Trenéři ve škole.

## Rozvoj klubu a významné milníky
Ragby Olymp se může pochlubit vybudováním plnohodnotného klubu s téměř 300 sportovci, vynikajícím týmem trenérů a krásným sportovním zázemím na stadionu Markéta. Klub kladl důraz na zapojení dívek a žen do ragby a na popularizaci ragby ve školách.

### 2015
září  – zahájení pravidelné činnosti na stadionu Markéta

### 2016
- jaro – založení sedmičkového týmu mužů

### 2017
- jaro 2017 – klub organizuje první turnaj Unitop, který je českým mistrovstvím v sedmičkách pro policisty a hasiče s otevřenou účastí.
- červen 2017 – organizace turnaje v dotekovém ragby "Prague International Touch"
- 2017 – tým mužů vítězem Českého poháru v sedmičkách – trenéři Jan Lédl a Vojtěch Novotný
- léto a podzim 2017 – pražský podnikatel s jihoafrickými kořeny Neville Perry pomáhá sestavit dospělý tým XV s 10 jihoafrickými hráči, Tým vyhrává druhou nejvyšší soutěž. "Pohár Čech a Moravy" v ragby XV – trenéři Martin Kafka a Jan Macháček
- první příměstské kempy pro děti
- podzim – turnaj Prague International Sevens

### 2018
- 13.4. turnaj Unitop na stadionu Markéta
- první turnaj pro školáky v ocáskovém ragby
- první kempy kategorií U12 a U14
- podzim – první turnaj Olymp Junior Sevens
- podzim – první turnaj Prague Tens

### 2019
- zimní soustředění mládeže v Peci pod Sněžkou
- klub pořádá první Dětský den pro školáky na stadionu Markéta
- účast na World Games v Klagenfurtu
- soustředění mládeže v Nýrsku
- založení série turnajů mládeže Open7s

### 2020
- zimní soustředění mládeže na Dolní Moravě
- leden – organizace dívčího školního turnaje
- klubová činnost ovlivněna covidovými karanténami, natočení videa pro individuální tréninky
- stadion Markéta dostává umělý povrch

### 2021
- Jako asistenti vypomáhají francouzští studenti díky programu Erasmus
- podzim – další turnaj MČR Unitop

### 2022
- Účast kategorií U12, U14, U16 a U18 na United World Games v Klagenfurtu
- Klub organizuje utkání Policie Ragby - Justice Vancouver RFC (v Chrášanech)
- Klub do soutěží ČSRU zapojuje všechny věkové kategorie: U6, U8, U10, U12, U14, dívky U15, U16, dívky U17, U18, muže

### 2023
- v září je vydána metodická publikace Zahrajte si ragby autorů Jana Macháčka a Radima Jebavého, která vznikla za účasti hráčů a trenérů klubu
- tým mužů se účastní podzimního poháru v patnáctkovém ragby

### 2024
- Proběhly významné akce včetně turnajů VC Unitop ČR ragby 7,  Junior 7s, školního turnaje, zájezdu do Vídně a příměstských letních kempů.

- Pokračovala spolupráce s programem Trenéři ve škole, v němž kluboví trenéři působí na základních školách v Praze 6 a 17.

- Klub provozuje kroužky na sedmi základních školách a celkově evidoval přes 250 aktivních členů.

- Proběhla rekonstrukce klubovny a kuchyňky na stadionu Markéta.

- Uzavřena nová nájemní smlouva s vlastníkem stadionu Markéta (Olymp CS MV), která klubu zavedla komerční nájemné i pro dětské a mládežnické aktivity.

### 2025
- v dubnu klub pořádá turnaj Unitop ČR ragby 7 s mezinárodní účastí

## Ocenění a úspěchy
- 2017 – Vítězství v Českém poháru v sedmičkovém ragby pod vedením trenérů Jana Lédla a Vojtěcha Novotného.
- 2017 – Vítězství v Poháru Čech a Moravy v ragby XV s týmem posíleným o jihoafrické hráče, trenéři Martin Kafka a Jan Macháček.
- 2022 – Účast mládežnických kategorií U12, U14, U16 a U18 na United World Games v Klagenfurtu.